# Мартіна Дюгреньє
Мартіна Дюгреньє (англ. Martine Dugrenier; нар. 12 червня 1979, Монреаль) — канадська борчиня вільного стилю, триразова чемпіонка світу, триразова переможниця Панамериканських чемпіонатів, чемпіонка Співдружності, учасниця Олімпійських ігор.

## Біографія
Боротьбою почала займатися з 1997 року. Виступала за Монреальський борцівський клуб.

## Спортивні результати на міжнародних змаганнях

### Виступи на Олімпіадах
| Змагання                    | Збірна | Вагова категорія          | Місце |
| --------------------------- | ------ | ------------------------- | ----- |
| Літні Олімпійські ігри 2008 | Канада | жіноча боротьба, до 63 кг | 5     |
| Літні Олімпійські ігри 2012 | Канада | жіноча боротьба, до 63 кг | 5     |

### Виступи на Чемпіонатах світу
| Змагання                        | Збірна | Вагова категорія          | Місце  |
| ------------------------------- | ------ | ------------------------- | ------ |
| Чемпіонат світу з боротьби 2005 | Канада | жіноча боротьба, до 67 кг | Срібло |
| Чемпіонат світу з боротьби 2006 | Канада | жіноча боротьба, до 67 кг | Срібло |
| Чемпіонат світу з боротьби 2007 | Канада | жіноча боротьба, до 67 кг | Срібло |
| Чемпіонат світу з боротьби 2008 | Канада | жіноча боротьба, до 67 кг | Золото |
| Чемпіонат світу з боротьби 2009 | Канада | жіноча боротьба, до 67 кг | Золото |
| Чемпіонат світу з боротьби 2010 | Канада | жіноча боротьба, до 67 кг | Золото |
| Чемпіонат світу з боротьби 2011 | Канада | жіноча боротьба, до 67 кг | 7      |

### Виступи на Панамериканських чемпіонатах
| Змагання                                   | Збірна | Вагова категорія          | Місце  |
| ------------------------------------------ | ------ | ------------------------- | ------ |
| Панамериканський чемпіонат з боротьби 2007 | Канада | жіноча боротьба, до 67 кг | Золото |
| Панамериканський чемпіонат з боротьби 2008 | Канада | жіноча боротьба, до 63 кг | Золото |
| Панамериканський чемпіонат з боротьби 2009 | Канада | жіноча боротьба, до 67 кг | Золото |

### Виступи на Кубках світу
| Змагання                    | Збірна | Вагова категорія          | Місце |
| --------------------------- | ------ | ------------------------- | ----- |
| Кубок світу з боротьби 2003 | Канада | жіноча боротьба, до 67 кг | 4     |

### Виступи на Чемпіонатах Співдружності
| Змагання                                | Збірна | Вагова категорія          | Місце  |
| --------------------------------------- | ------ | ------------------------- | ------ |
| Чемпіонат Співдружності з боротьби 2005 | Канада | жіноча боротьба, до 67 кг | Золото |

### Виступи на Чемпіонатах світу серед студентів
| Змагання                                        | Збірна | Вагова категорія          | Місце  |
| ----------------------------------------------- | ------ | ------------------------- | ------ |
| Чемпіонат світу з боротьби серед студентів 2004 | Канада | жіноча боротьба, до 67 кг | Золото |
| Чемпіонат світу з боротьби серед студентів 2006 | Канада | жіноча боротьба, до 67 кг | Бронза |

### Виступи на інших змаганнях
| Змагання                                                               | Збірна | Вагова категорія          | Місце  |
| ---------------------------------------------------------------------- | ------ | ------------------------- | ------ |
| Austrian Ladies Open 2004                                              | Канада | жіноча боротьба, до 67 кг | Золото |
| Klippan Lady Open 2005                                                 | Канада | жіноча боротьба, до 67 кг | Золото |
| Гран-прі Німеччини з боротьби 2007                                     | Канада | жіноча боротьба, до 67 кг | Бронза |
| Austrian Ladies Open 2007                                              | Канада | жіноча боротьба, до 67 кг | Срібло |
| Гран-прі Німеччини з боротьби 2010                                     | Канада | жіноча боротьба, до 67 кг | Золото |
| Austrian Ladies Open 2011                                              | Канада | жіноча боротьба, до 67 кг | Золото |
| Гран-прі Німеччини з боротьби 2011                                     | Канада | жіноча боротьба, до 67 кг | Золото |
| Гран-прі Іспанії з боротьби 2011                                       | Канада | жіноча боротьба, до 67 кг | Золото |
| Олімпійський кваліфікаційний турнір з боротьби 2012 (Кіссіммі-Орландо) | Канада | жіноча боротьба, до 63 кг | Золото |
| Гран-прі Німеччини з боротьби 2012                                     | Канада | жіноча боротьба, до 67 кг | Золото |
| Турнір міста Сассарі з боротьби 2012                                   | Канада | жіноча боротьба, до 67 кг | Золото |